# Malaxis hieronymi
Malaxis hieronymi là một loài thực vật có hoa trong họ Lan. Loài này được (Cogn.) L.O.Williams mô tả khoa học đầu tiên năm 1939.